# Provincia de Darién
Darién es una de las diez provincias de Panamá. Su capital es la ciudad de La Palma. Tiene una extensión de 11 896,5 km², siendo por lo tanto la más extensa del país. Está ubicada en el extremo oriental del país y limita al norte con la provincia de Panamá y la comarca Guna Yala. Al sur limita con el océano Pacífico y la República de Colombia. Al este limita con el departamento de Chocó en la República de Colombia y al oeste limita con el océano Pacífico y la provincia de Panamá.

## Toponimia
El significado de Darién se origina en la lengua hablada por los indígenas cueva, una nación indígena que desapareció  en el siglo XVI,a partir del nombre del río Tanel o Tanela, que desemboca en la margen izquierda del bajo Atrato. El río Tanela (el Aluka Tiwal de los nativos), españolizado y degenerado por la pronunciación, quedó con el nombre de Darién. Con este nombre se designó a la región en donde se asentaron y a las diferentes comunidades indígenas que allí estaban o se establecieron. Posteriormente fue el nombre con que se conoció el río Atrato. Cabe señalar que el establecimiento español Santa María la Antigua del Darién, primera ciudad fundada en la Provincia de Tierra Firme, tomó su nombre de este río. Posteriormente se designó a toda la región con este nombre, y definió los límites con el Urabá.

## Historia

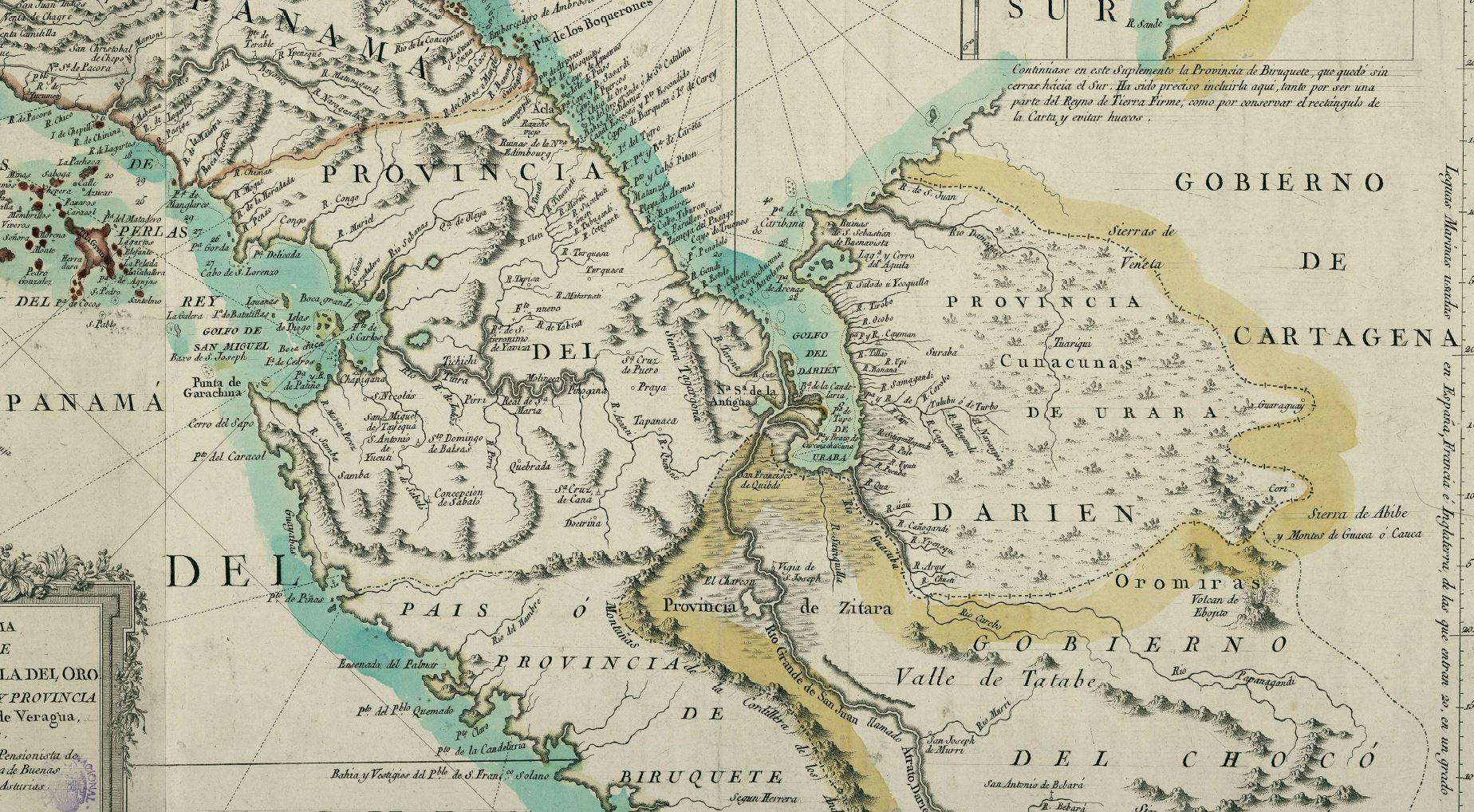
La provincia del Darién en un mapa de 1785.

En 1508 la Corona Española resolvió colonizar el llamado Reino de Tierra Firme; el área escogida comprendía desde el cabo Gracias a Dios, al oeste en América Central (en los actuales límites entre Nicaragua y Honduras), hasta el cabo de la Vela en Colombia, por el este.
Las provincias en que se dividió Tierra Firme fueron: Nueva Andalucía, la cual comprendida entre el río Atrato en el golfo de Urabá y el cabo de la Vela, en Colombia; y la Gobernación de Veragua, que se extendía desde el río Atrato hasta el cabo Gracias a Dios en América Central. El Gobernador de Nueva Andalucía fue Alonso de Ojeda y el gobernador de Veragua fue Diego de Nicuesa, quien pasó a ser el Primer Gobernador del Istmo de Panamá, ya que su vertiente norte estaba incluido en la provincia bajo su jurisdicción. Por otra parte, Diego de Nicuesa fundó el poblado de Nombre de Dios en 1510.
El bachiller Martín Fernández de Enciso fundó Santa María la Antigua del Darién, al oeste del golfo de Urabá en septiembre de 1510, por insinuación de Vasco Núñez de Balboa, quien conocía esas tierras por haber llegado a ellas con Rodrigo de Bastidas. El 1 de septiembre de 1513 Vasco Núñez de Balboa, ejerciendo como gobernador interino en la región, decide explorar territorios hacia el sur, y logra encontrarse con el Mar del Sur con 190 españoles y mil indígenas. Logró observar este océano el 25 de septiembre de 1513 y tomó posesión del mismo, el 29 de septiembre de ese año, en el Golfo de San Miguel.
En 1513 Pedro Arias de Ávila fue nombrado general de la nueva provincia de Castilla del Oro (próxima a la Gobernación de Veragua) y localizada entre la parte norte de Colombia, Panamá y los territorios de la vertiente sur recién descubierta por Vasco Núñez de Balboa (Mar del Sur), quien lo reconoció como nuevo gobernador. Asumió el cargo en 1514, a pesar de contar ya entonces con unos 64 años de edad, estableciendo a Santa María la Antigua del Darién como capital de la nueva provincia. En enero de1519 acusa de traición a Vasco Núñez de Balboa y lo ejecuta en el poblado de Acla; luego, en agosto de 1519 funda la ciudad de Panamá en su primitivo asiento (actualmente llamada Panamá la Vieja), adonde trasladó la capital.
A finales del siglo XVII hubo un proyecto colonizador escocés en el istmo de Panamá, específicamente en la bahía de Caledonia (Darién), donde emerge la figura del visionario William Paterson como el eje central de la infructuosa empresa. El intento colonizador de la «Company of Scotland Trading to Africa and the Indies» se enmarca dentro del conflicto de intereses entre España y las demás potencias europeas, a partir del siglo XVI como reacción al Tratado de Tordesillas (1494). El 14 de julio de 1698, Paterson partió con una expedición de alrededor 1.200 personas a bordo de cinco naves (Saint Andrew, Caledonia, Unicorn, Dolphin y Endeavour) desde Leith, Escocia. Los expedicionarios desembarcaron el 30 de octubre de 1698 en la bahía arenosa de Anachucuna en el norte del Darién y muy cerca de la llamada Isla de Oro. Celebraron un “tratado de alianza y amistad” con un líder indígena y fundaron en la antigua Acla la colonia que denominaron Nueva Caledonia. Resistieron una fuerza española que intentó enfrentarlos. Sin embargo, el clima malsano y las condiciones de insalubridad, propias de esa región, rápidamente fueron diezmando a los miembros de la expedición. En consecuencia, en junio de 1699 los escoceses se vieron obligados a abandonar Nueva Caledonia, pese a las protestas de Patterson. Se replegaron a la Jamaica inglesa.
Una segunda expedición partió de Escocia el 24 de septiembre de 1699 del puerto del río Clyde con cuatro barcos: el Rising Sun, el Hamilton, el Hope of Boroughstonness y el Company´s Hope. Tenía una tripulación total era de mil trescientos hombres. El 30 de noviembre de 1699 arribaron a salvo al puerto de Caledonia. Sin embargo, este nuevo intento encontró una resistencia mucho mayor por parte de las fuerzas españolas y se vieron constantemente asediados y superados numéricamente y sin apoyo exterior hasta que, el 28 de marzo de 1700, solicitaron al jefe militar español se establecieran las condiciones para la rendición.

El Darién como territorio nacional de la República de la Nueva Granada en 1846.

Durante la época de anexión a la Gran Colombia, por Ley 23 de julio de 1824, el congreso de Colombia suprimió la alcaldía mayor del Darién y creó el "Cantón del Darién", incorporado a la provincia de Panamá. Tras la disolución de la Gran Colombia, el istmo de Panamá se incorpora a la República de la Nueva Granada hacia 1831. En 1846 fue creado el Territorio nacional del Darién con el área del cantón antes mencionado, pero fue suprimido en 1850.
En 1855, al establecerse el Estado Federal de Panamá, se dividió el territorio panameño en departamentos y comarcas. Se estableció entonces la comarca del Darién, con Yaviza como cabecera; en 1890, la cabecera se trasladó a Chepigana. Con la separación de Panamá de Colombia en 1903, Darién conservó su título de comarca.
Tras la separación de Panamá de Colombia, mediante la Ley N.º 22 del 27 de diciembre de 1922 se creó la provincia de Darién, dividida en 2 distritos (Chepigana y Pinogana), teniendo como cabecera a La Palma. Posteriormente, la Ley n.º 22 del 8 de noviembre de 1983, crea la comarca Emberá de Darién, Gaceta Oficial n.º 19.976, del 17 de enero de 1984 y el Decreto Ejecutivo n.º 84 del 9 de abril de 1999, del Ministerio de Gobierno y Justicia, dicta la Carta Orgánica Administrativa de la comarca Emberá-Wounaan de Darién, en la Gaceta Oficial n.º 23.776, del 16 de abril de 1999.
La comarca Kuna de Wargandi, fue creada mediante la Ley N°34, del 25 de julio de 2000, en un área geográfica segregada de los distritos de Chepigana y Pinogana, en la Provincia de Darién, con una superficie de 77.500 hectáreas.

## Geografía

### Aspecto físico

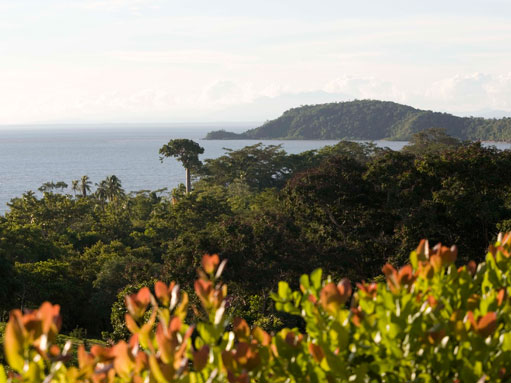
Paisaje de la provincia del Darién, cercano a la ciudad de La Palma.

Parques nacionales de Panamá.

La provincia de Darién ocupa una superficie de 11.896 km², un área similar a la de la isla de Jamaica, que está constituida en su parte central por una planicie ondulada por la cual se desarrollan los valles de los ríos Chucunaque y Tuira, y está enmarcada por las áreas escarpadas de las serranías de San Blas, Bagre, Pirre, de los Saltos y del Darién. En esta última se ubica el Parque nacional Darién.
Las montañas más altas de la Provincia de Darién son: cerro Tacarcuna (1.875 m s. n. m.), Piña (1.581 m s. n. m.), Pirre (1.569 m s. n. m.), Nique (1.550 m.s.n.m.), Chucantí (1.430 m s. n. m.), Pavarandó, Armila, Tanela (1.415 m s. n. m.), Sapo y Altos del Quía (1.361 m s. n. m.)
En relación con el país, el Darién tiene el 8% de las tierras aptas para cultivos intensivos, el 60% aptas para pastos, cultivos permanentes y producción forestal, y el 25% para protección y reservas forestales. La vegetación natural dominante en el Darién son los bosques, los cuales según la altitud topográfica y el régimen pluvial se clasifican en húmedo tropical, muy húmedo tropical y pluvial premontano.
Los límites de la provincia de Darién son:
- Al norte: con la Comarca Emberá Wounaan, y la comarca Guna Yala
- Al sur: con el océano Pacífico y la República de Colombia.
- Al este: con la República de Colombia.
- Al oeste: con la Provincia de Panamá y el Océano Pacífico.

### Clima
Las precipitaciones pluviales alcanzan de 1.700 a 2.000 mm anuales en las inmediaciones de la ensenada de Garachiné, con un marcado período de sequía entre los meses de enero a abril (Clima Aw según Köppen) No obstante, en las zonas de piedemonte, montañas y valles del interior al sudeste de la provincia, cerca de la frontera con Colombia, la precipitación puede superar los 8000 mm anuales y prácticamente no hay estación seca (Clima Af según Köppen), por estar enmarcada en la región considerada más lluviosa del planeta. La temperatura varía según la altitud entre 17° y 35 °C, Los distintos tipos de suelos y su aptitud de uso están principalmente asociados a sus variaciones topográficas y a los materiales geológicos generadores.

### Hidrografía
En la región darienita las cuencas hidrográficas forman cursos de agua extensos y sedimentarios, vertiendo sus aguas a los diferentes ríos como por ejemplo el Río Chucunaque (231 km) y el Tuira (230 km), que son ambos los más largos y caudalosos de Panamá.
El sistema hidrográfico del Darién registra un marcado mínimo en sus caudales durante el período marzo-abril, y un máximo en el mes de noviembre.
Actualmente, el uso de los recursos de agua se limita fundamentalmente a la dotación de servicios de agua potable a 15 centros poblados. La falta de información detallada sobre topografía, hidrometeorología y fluviometría no permite estimar el potencial hidroeléctrico, pero es recomendable efectuar estudios correspondientes en los ríos Pirre, Antadó, Tuira, Chico y Yape.

## Gobierno y política
La Constitución Política de Panamá de 1972, reformada por los Actos Reformatorios de 1978 y por el Acto Constitucional de 1983, presenta un gobierno unitario, republicano, democrático y representativo. Están representados los tres Órganos del Estado, igual que para las otras provincias de la República de Panamá.

## División administrativa
A partir del 14 de febrero de 2018, la provincia de Darién comprende tres distritos políticos-administrativos: Chepigana, Pinogana y Santa Fe, divididos a su vez en 26 corregimientos:
| Distritos | Corregimientos                                                                                   | Cabecera de distrito   |
| --------- | ------------------------------------------------------------------------------------------------ | ---------------------- |
| Chepigana | Camoganti, Chepigana, Garachiné, Jaqué, La Palma, Puerto Piña, Sambú, Setegantí, Taimatí, Tucutí | La Palma               |
| Santa Fe  | Agua Fría, Cucunatí, Río Iglesias, Río Congo, Río Congo Arriba, Santa Fe, Zapallal               | Santa Fe               |
| Pinogana  | Boca de Cupe, El Real de Santa María, Metetí, Paya, Pinogana, Púcuro, Yape, Yaviza, Wargandí     | El Real de Santa María |

## Demografía
La población de la provincia se caracteriza por ser escasa, dispersa y heterogénea, y está localizada en numerosos centros poblados pequeños vinculados a los cursos de agua. Se registran permanentemente flujos migratorios muy significativos desde y hacia la provincia.
En 1970 la población alcanzó un total de 22.685 habitantes, la que estaba constituida principalmente por mulatos, negros, Colombianos chocoanos, indígenas y colonos provenientes de otras áreas de Panamá. Aproximadamente el 60% de esta población se encuentra radicada en 523 centros poblados de menos de 500 habitantes cada uno.
Para el año 2000 el Censo de Población y Vivienda mostró que la población darienita en mayo de ese año era de 40,284 habitantes y había unas 11,514 viviendas, distribuidas en 613 centros poblados.
Datos preliminares del XI Censo Nacional de Población y VI de Vivienda, muestran que Darién tiene una población al 16 de mayo de 2010 de 46,951 habitantes, de los cuales 25,764 son hombres y 21,187 son mujeres. Además, se contabilizaron un total de 15,310 viviendas.

## Cultura
La población darienita está compuesta mayormente por indígenas, afrodescendientes y colonos que migraron desde otras provincias (principalmente chiricanos, santeños, herreranos y veragüenses) en busca de buenas tierras y mejores oportunidades.
Los géneros musicales y de baile que distinguen al pueblo darienita son de ascendencia africana como el Bullarengue, la cumbia, el bunde y el tamborito. Cada uno de los grupos humanos que han emigrado a esta provincia luchan por conservar sus raíces y mantener sus costumbres y tradiciones, pero la cercanía con Colombia y los medios radiales de colombianos, tienden a favorecer el gusto del darienita por la música popular de Colombia, especialmente por el Vallenato comercial.
No obstante la mezcolanza de grupos, en Darién se puede apreciar una incipiente identificación de los pobladores (varones y mujeres) con su tierra y un naciente interés por adoptar sus regionalismos al hablar, elaborar platos de la región.
Es común la preparación de comidas como el guacho de mariscos, pescado y arroz con coco; también el serendengue entre otras. Es tradicional una especie de bebida hecha con plátano cocido, que aquí se llama "choca'o".
Es normal el uso de vestidos cosidos completamente a mano en la mujer mientras que el hombre se viste igual al hombre de la ciudad.
Podemos mencionar que los principales cultivos que se producen en la provincia son: maíz, arroz, plátano, banano, yuca, ñame y frijoles.
En el Golfo de San Miguel los recursos de pesca son abundantes en camarones, peces, y langostas, que son explotados por una flota que opera directamente desde la Ciudad de Panamá. En los ríos interiores de la provincia se practica la pesca artesanal destinada principalmente al autoconsumo.
Otro rubro, es la madera, ya que se extraen maderas preciosas (Cedro, Balso, Bálsamo, Zorro, Caoba, Cocobolo, etc.).

## Destacados lugares para actividades turísticas
Esta provincia es una de las más extensas en cuanto a áreas boscosas y se está dividendo en pueblos, pero también posee lugares para ir de turismo y los más mencionados son
- Parque nacional Darién.
- Boca de Cupe
- Playa Muerto
- Puerto Piña o Bahía Piña
- Estación Pirre
- Río Tuira y Chucunaque
- Pueblo Metetí
- Pueblo de la Palma
- Pueblo de Yaviza

## Actividades de turismo
Actualmente es una de la provincias que se mantiene a flote con actividades turísticas como la
- Observación de Anidamientos de Tortuga.
- Pesca Deportiva.
- Pescar Artesanal.
- Aventura por Mar, Aire y Tierra.
- Observación de Aves.
- Senderismo.
- Buceo.
- Pesca Deportiva de Merlín.
- Observación de Flora y Fauna.

## Fechas importantes de la provincia
Algunas de las celebraciones importantes de esta provincia
- 3 al 6 de marzo, Festival de Diablos y Congos Chepigana, Darién.
- 19 de marzo, Festival Bulla y Bullerengue, Darién.
- 7 de agosto, Fundación de la Provincia de Darién.
- 27 de diciembre, Aniversario de Fundación de la Provincia de Darién.

## Plan de desarrollo sostenible
El 27 de julio de 2006 en solemne reunión extraordinaria del Consejo Municipal de Pinogana se aprueba “darle seguimiento al proyecto Estrategia de desarrollo para la Provincia del Darién”.  Seguidamente, el 29 de agosto del mismo año, el Consejo Municipal de Chepigana, en reunión ordinaria “aprueba la viabilidad del Proyecto”,  creado y presentados por Moisés Pinzón Martínez, en ese entonces, Director Regional Panamá-Darién de la Autoridad de la Micro y Mediana Empresa (AMPYME)
Desde entonces hasta hoy, han pasado 6 años,  tiempo en que este tan valioso documento, que permite un desarrollo de esta Provincia es forma sostenida y afectando muy poco el ecosistema, no ha tenido la promoción necesaria. Siendo esta área de especial importancia en la conservación de la naturaleza de mundo; las organizaciones internacionales que atienden este tan delicado sector, estando muy pendientes de la terrible deforestación que hay en las pocas áreas boscosas de la tierra, deberían prestarle atención a este estudio que fue arduamente promovido, en aquel entonces, en todos los estamentos del gobierno, según consta en el documento "Estrategia para el desarrollo integral de la Provincia de Darién."

## Videos
- Tierra Adentro (2019), un documental de Mauro Colombo. Una inmersión en el bosque de Darién, un bosque primario que divide a Panamá y Colombia donde se cruzan la guerrilla, los narcotraficantes, los inmigrantes, los indígenas, los granjeros, los animales salvajes y la policía local.

## Váase también
- Organización territorial de Panamá